# برتیل نیستروم
برتیل نیستروم (سوئدی: Bertil Nyström؛ زادهٔ ۲۲ مه ۱۹۳۵) کشتی‌گیر اهل سوئد بود.
وی در مسابقات کشوری و بین‌المللی در مجموع برندهٔ ۱ مدال نقره، ۲ مدال برنز شده‌است.